# Giải vô địch bóng đá nữ châu Âu 2025
Giải vô địch bóng đá nữ châu Âu 2025 (hay còn được gọi là Women's Euro 2025) là giải bóng đá nữ vô địch châu Âu lần thứ 14, do Liên đoàn bóng đá châu Âu (UEFA) tổ chức. Vòng chung kết dự kiến sẽ được tổ chức tại Thụy Sĩ sẽ diễn ra từ ngày 2 đến ngày 27 tháng 7 2025. Đây cũng là mùa giải thứ ba có 16 đội tuyển tranh tài kể từ Euro 2017 và cũng là giải đấu bóng đá nữ cấp cao châu Âu đầu tiên được tổ chức ở một quốc gia không giáp biển. Giải đấu sẽ quay trở lại theo chu kỳ 4 năm 1 lần như thường lệ sau khi mùa giải trước đó đã bị hoãn sang năm 2022 do đại dịch COVID-19.

## Chọn nước chủ nhà
Quá trình đăng cai đã bắt đầu từ khoảng tháng 8 năm 2019 cho đến tháng 10 năm 2022. Ban đầu có tổng cộng 8 quốc gia đầu tiên tranh quyền đăng cai để tổ chức cho trận chung kết bao gồm Thụy Sĩ, Đan Mạch / Phần Lan / Na Uy / Thụy Điển, Ba Lan, Pháp và Ukraina.
Vào ngày 3 tháng 6 năm 2021, chủ tịch của Hiệp hội bóng đá Ba Lan là ông Zbigniew Boniek đã thông báo rằng, tổ chức của ông đã nộp hồ sơ lên cho cơ quan UEFA để tranh quyền đăng cai với lý do là nền bóng đá nữ đang trở nên phổ biến tại nhiều quốc gia ở châu Âu, bao gồm cả Ba Lan. Vào ngày 15 tháng 10 năm 2021, một nhóm Liên minh các nước Bắc Âu bao gồm Đan Mạch, Phần Lan, Na Uy và Thụy Điển đã xác nhận sẽ tham gia giành quyền đăng cai tổ chức cho giải đấu cùng với sự hỗ trợ của Iceland và Quần đảo Faroe. Vào ngày 6 tháng 4 năm 2022, những quốc gia trong nhóm đã đệ đơn đăng ký cho nhiều sân vận động khác nhau ở mỗi nước chủ nhà. Chính phủ Thụy Điển sau đó cũng đã tuyên bố ủng hộ việc đăng kí vào ngày 12 tháng 4. Phần Lan cũng đã hoàn tất thủ tục nộp đơn đăng ký vào ngày 12 tháng 10 năm 2022.
Vào ngày 3 tháng 2 năm 2022, ông Noël Le Graët, chủ tịch của tổ chức Liên đoàn bóng đá Pháp đã xác nhận rằng, tổ chức của ông đã đệ đơn dự thầu để tổ chức cho giải đấu. Và vào ngày 14 tháng 9 năm 2022, tổ chức Hiệp hội bóng đá Thụy Sĩ đã chính thức xác nhận đơn dự thầu và đã công bố những thành phố có thể có khả năng tổ chức giải đấu bao gồm Basel, Bern, Genève, Luzern, Lausanne, Zürich, Thun, St. Gallen và Sion.
| Quốc gia                                | Bỏ phiếu | Bỏ phiếu | Bỏ phiếu |
| Quốc gia                                | Vòng 1   | Vòng phụ | Vòng 2   |
| --------------------------------------- | -------- | -------- | -------- |
| Thụy Sĩ                                 | 4        | 6        | 9        |
| Đan Mạch / Phần Lan · Na Uy / Thụy Điển | 4        | 4        | 4        |
| Ba Lan                                  | 4        | 3        | Loại     |
| Pháp                                    | 1        | Loại     | Loại     |
| Tổng số bỏ phiếu                        | 13       | 13       | 13       |

Vào tháng 10 năm 2022, cả 4 ứng cử viên trên đã chính thức hoàn thành giai đoạn hồ sơ thứ hai trước khi UEFA tiến hành khảo sát thực trạng vào ngày 12 tháng 10. Sau cùng, ứng cử viên Thụy Sĩ đã được lựa chọn sau một cuộc bỏ phiếu của Ủy ban điều hành UEFA tại Lisbon vào ngày 4 tháng 4 năm 2023.
Mặc dù Đan Mạch đã từng tuyên bố sẽ đấu thầu một mình kể từ năm 2018, nhưng cuối cùng lại thất bại do quốc gia này lại chuyển trọng tâm sang đấu thầu chung với các quốc gia khác và từ bỏ nhiều nỗ lực của họ do yêu cầu ngày càng tăng từ UEFA sau khi nền bóng đá nữ đang trở nên phổ biến. Vào tháng 11 năm 2021, mặc dù Hiệp hội bóng đá Ukraina đã từng tuyên bố đơn dự thầu của họ. Tuy nhiên, do sự kiện Nga xâm lược Ukraina vào năm 2022 đã khiến cho ban tổ chức buộc phải hủy bỏ kế hoạch này.

## Vòng loại

### Đội tham dự
Theo dự kiến, sẽ có 16 đội tuyển quốc gia sẽ tham dự cho vòng chung kết của giải Euro nữ 2025, những đội tuyển này sẽ phải vượt qua vòng loại để tham dự cho giải đấu cuối cùng với nước chủ nhà là Thụy Sĩ. Vì sự kiện Nga xâm lược Ukraina 2022 nên sự tham gia của đội tuyển Nga vẫn được coi là một quốc gia hiện đang bị cấm thi đấu.
| Đội tuyển   | Tham gia với tư cách   | Ngày tham dự        | Lần tham dự thứ | Lần tham dự cuối cùng | Thành tích trước đây                                     | Hạng FIFA bốc thăm |
| ----------- | ---------------------- | ------------------- | --------------- | --------------------- | -------------------------------------------------------- | ------------------ |
| Thụy Sĩ     | Chủ nhà                | 4 tháng 4 năm 2023  | 3               | 2022                  | Vòng bảng (2017, 2022)                                   |                    |
| Đức         | 2 cái tốt nhất Bảng A4 | 4 tháng 6 năm 2024  | 12              | 2022                  | Vô địch (1989, 1991, 1995, 1997, 2001, 2005, 2009, 2013) |                    |
| Tây Ban Nha | 2 cái tốt nhất Bảng A2 | 4 tháng 6 năm 2024  | 5               | 2022                  | Bán kết (1997)                                           |                    |
| Iceland     | 2 cái tốt nhất Bảng A4 | 12 tháng 7 năm 2024 | 5               | 2022                  | Tứ kết (2013)                                            |                    |
| Đan Mạch    | 2 cái tốt nhất Bảng A2 | 12 tháng 7 năm 2024 | 11              | 2022                  | Á quân (2017)                                            |                    |
| Pháp        | 2 cái tốt nhất Bảng A3 | 12 tháng 7 năm 2024 | 5               | 2022                  | Bán kết (2022)                                           |                    |
| Anh         | 2 cái tốt nhất Bảng A3 | 12 tháng 7 năm 2024 | 10              | 2022                  | Vô địch (2022)                                           |                    |
| Ý           | 2 cái tốt nhất Bảng A1 | 12 tháng 7 năm 2024 | 13              | 2022                  | Á quân (1993, 1997)                                      |                    |
| Hà Lan      | 2 cái tốt nhất Bảng A1 | 12 tháng 7 năm 2024 | 5               | 2022                  | Vô địch (2017)                                           |                    |
| Bồ Đào Nha  | Thắng vòng play-off    | 3 tháng 12 năm 2024 | 3               | 2022                  | Vòng bảng (2017, 2022)                                   |                    |
| Na Uy       | Thắng vòng play-off    | 3 tháng 12 năm 2024 | 13              | 2022                  | Vô địch (1987, 1993)                                     |                    |
| Phần Lan    | Thắng vòng play-off    | 3 tháng 12 năm 2024 | 5               | 2022                  | Bán kết (2005)                                           |                    |
| Ba Lan      | Thắng vòng play-off    | 3 tháng 12 năm 2024 | 1               | —                     | Debut                                                    |                    |
| Thụy Điển   | Thắng vòng play-off    | 3 tháng 12 năm 2024 | 12              | 2022                  | Vô địch (1984)                                           |                    |
| Bỉ          | Thắng vòng play-off    | 3 tháng 12 năm 2024 | 3               | 2022                  | Tứ kết (2022)                                            |                    |
| Wales       | Thắng vòng play-off    | 3 tháng 12 năm 2024 | 1               | —                     | Debut                                                    |                    |

### Bốc thăm chia bảng
Lễ bốc thăm đã diễn ra vào ngày 14 tháng 12 năm 2024, tại Lausanne, trong đó SwissTech Convention Center. với chủ nhà Thụy Sĩ xếp ở vị trí bảng A1. 
16 đội được rút thăm thành 4 bảng 4 đội. Đội chủ nhà được xếp vào vị trí A1 trong lễ bốc thăm trong khi các đội còn lại được xếp hạt giống theo bảng xếp hạng Giải vô địch bóng đá nữ châu Âu 2025 Xếp hạng đủ điều kiện.
| Đội tuyển   | Hạng |
| ----------- | ---- |
| Thụy Sĩ C   | 19   |
| Tây Ban Nha | 1    |
| Đức         | 2    |
| Pháp        | 3    |

| Đội tuyển | Hạng |
| --------- | ---- |
| Ý         | 4    |
| Iceland   | 5    |
| Đan Mạch  | 6    |
| Anh       | 7    |

| Đội tuyển | Hạng |
| --------- | ---- |
| Hà Lan    | 8    |
| Thụy Điển | 9    |
| Na Uy     | 10   |
| Bỉ        | 12   |

| Đội tuyển  | Hạng |
| ---------- | ---- |
| Phần Lan   | 13   |
| Ba Lan     | 16   |
| Bồ Đào Nha | 17   |
| Wales      | 20   |

## Địa điểm
9 thành phố đã được UEFA lựa chọn làm địa điểm đăng cai cho giải đấu, các trận đấu của mỗi bảng sẽ được tổ chức tại hai sân vận động khác nhau, các thành phố chủ nhà như Zürich, Bern và Genève đều là các những địa điểm nổi tiếng.
| Thụy Sĩ                 | Thụy Sĩ                                               | Thụy Sĩ             |
| ----------------------- | ----------------------------------------------------- | ------------------- |
| Bern                    | Basel                                                 | Genève              |
| Sân vận động Wankdorf   | St. Jakob-Park                                        | Sân vận động Genève |
| Sức chứa: 31.783        | Sức chứa: 38.512                                      | Sức chứa: 30.084    |
|                         |                                                       |                     |
| Luzern                  | ThunSionBaselLuzernSt. GallenGenèveBernZürichLausanne | St. Gallen          |
| Swissporarena           | ThunSionBaselLuzernSt. GallenGenèveBernZürichLausanne | AFG Arena           |
| Sức chứa: 16.800        | ThunSionBaselLuzernSt. GallenGenèveBernZürichLausanne | Sức chứa: 19.694    |
|                         | ThunSionBaselLuzernSt. GallenGenèveBernZürichLausanne |                     |
| Sion                    | Zürich                                                | Thun                |
| Sân vận động Tourbillon | Sân vận động Letzigrund                               | Stockhorn Arena     |
| Sức chứa: 16.263        | Sức chứa: 26.104                                      | Sức chứa: 10.398    |
|                         |                                                       |                     |

## Danh sách cầu thủ
Mỗi đội tuyển quốc gia phải giới thiệu một đội gồm 23 cầu thủ, trong số đó ít nhất phải có 3 thủ môn. Nếu một cầu thủ bị thương hoặc bị bệnh nặng đến mức không thể tham gia giải đấu trước trận đấu đầu tiên của đội cô ấy, thì cầu thủ đó có thể được thay thế bằng một cầu thủ khác.

## Trọng tài
Vào ngày 31 tháng 3 năm 2025, UEFA đã công bố danh sách trọng tài điều hành trận đấu cho giải đấu.

### Trọng tài chính
- Edina Alves Batista
- Ivana Martinćič
- Frida Klarlund
- Stéphanie Frappart
- Katalin Kulcsár
- Maria Sole Ferrieri Caputi
- Silvia Gasperotti
- Catarina Campos
- Iuliana Demetrescu
- Alina Peșu
- Marta Huerta de Aza
- Tess Olofsson
- Désirée Grundbacher

### Trợ lý trọng tài
- Ainhoa Fernández
- Amina Gustchi
- Neuza Back
- Fabrini Bevilaqua
- Sanja Rođak-Karšić
- Fie Bruun
- Emily Carney
- Heini Hyvönen
- Camile Soriano
- Anita Vad
- Francesca Di Monte
- Irina Pozdejeva
- Franca Overtoom
- Monica Løkkeberg
- Paulina Baranowska
- Andreia Ferreria Sousa
- Vannesa Gomes
- Daniela Constatinescu
- Mihaela Țepușă
- Eliana Fernández
- Guadalupe Porras Ayuso
- Štaša Špur
- Almira Spahić
- Susanne Küng
- Linda Schmid
- Svitlana Grushko

### Trợ lý trọng tài video
- Jarred Gillett
- Sian Massey-Ellis
- Willy Delajod
- Christian Dingert
- Katrin Rafalsky
- Tamás Bognár
- Alejandro di Paolo
- Dennis Higler
- Tiago Martins
- Cătălin Popa
- Momčilo Marković
- Jelena Cvetković
- Alen Borošak
- Guillermo Cuadra Fernández
- Judith Romano
- Fedayi San

### Hỗ trợ trọng tài
- Hristiana Guteva
- Shona Shukrula
- Olatz Rivera Olmedo

## Vòng bảng

### Các tiêu chí
Các đội sẽ được xếp hạng theo điểm (thắng 3 điểm, hòa 1 điểm, thua 0 điểm), và nếu hòa về điểm, tiêu chí hòa sau sẽ được áp dụng theo thứ tự đã cho để xác định thứ hạng (theo quy định Điều 18.01 và 18.02):
1. Điểm trong các trận đối đầu giữa các đội hòa nhau;
2. Hiệu số bàn thắng bại trong các trận đối đầu giữa các đội hòa;
3. Bàn thắng ghi được trong các trận đối đầu giữa các đội hòa nhau;
4. Nếu có nhiều hơn hai đội hòa và sau khi áp dụng tất cả các tiêu chí đối đầu ở trên, một nhóm nhỏ các đội vẫn hòa, tất cả các tiêu chí đối đầu ở trên sẽ được áp dụng lại riêng cho nhóm phụ này;
5. Hiệu số bàn thắng bại trong tất cả các trận đấu vòng bảng;
6. Bàn thắng được ghi trong tất cả các trận đấu vòng bảng;
7. Sút luân lưu nếu chỉ có hai đội hòa nhau và gặp nhau ở lượt đấu cuối cùng của vòng bảng;
8. Điểm kỷ luật (trừ 1 điểm đối với thẻ vàng, trừ 3 điểm đối với thẻ đỏ gián tiếp [hai chiếc thẻ vàng], trừ 3 điểm đối với thẻ đỏ trực tiếp, trừ 4 điểm đối với thẻ vàng sau đó thẻ đỏ trực tiếp);
9. Bốc thăm bởi UEFA

### Bảng A
| VT | Đội         | ST | T | H | B | BT | BB | HS | Đ | Giành quyền tham dự     |
| -- | ----------- | -- | - | - | - | -- | -- | -- | - | ----------------------- |
| 1  | Na Uy (A)   | 2  | 2 | 0 | 0 | 4  | 2  | +2 | 6 | Vòng đấu loại trực tiếp |
| 2  | Thụy Sĩ (H) | 2  | 1 | 0 | 1 | 3  | 2  | +1 | 3 | Vòng đấu loại trực tiếp |
| 3  | Phần Lan    | 2  | 1 | 0 | 1 | 2  | 2  | 0  | 3 |                         |
| 4  | Iceland (E) | 2  | 0 | 0 | 2 | 0  | 3  | −3 | 0 |                         |

| Iceland | 0–1      | Phần Lan     |
| ------- | -------- | ------------ |
|         | Chi tiết | - Kosola 70' |

| Thụy Sĩ      | 1–2      | Na Uy                                |
| ------------ | -------- | ------------------------------------ |
| - Riesen 28' | Chi tiết | - Hegerberg 54' - Stierli 58' (l.n.) |

| Na Uy                                   | 2–1      | Phần Lan       |
| --------------------------------------- | -------- | -------------- |
| - Nyström 3' (l.n.) - Graham Hansen 84' | Chi tiết | - Sevenius 32' |

| Thụy Sĩ                      | 2–0      | Iceland |
| ---------------------------- | -------- | ------- |
| - Reuteler 76' - Pilgrim 90' | Chi tiết |         |

| Phần Lan | – | Thụy Sĩ |
| -------- | - | ------- |
|          |   |         |

| Na Uy | – | Iceland |
| ----- | - | ------- |
|       |   |         |

### Bảng B
| VT | Đội             | ST | T | H | B | BT | BB | HS | Đ | Giành quyền tham dự     |
| -- | --------------- | -- | - | - | - | -- | -- | -- | - | ----------------------- |
| 1  | Tây Ban Nha (A) | 2  | 2 | 0 | 0 | 11 | 2  | +9 | 6 | Vòng đấu loại trực tiếp |
| 2  | Ý               | 2  | 1 | 1 | 0 | 2  | 1  | +1 | 4 | Vòng đấu loại trực tiếp |
| 3  | Bồ Đào Nha      | 2  | 0 | 1 | 1 | 1  | 6  | −5 | 1 |                         |
| 4  | Bỉ (E)          | 2  | 0 | 0 | 2 | 2  | 7  | −5 | 0 |                         |

| Bỉ | 0–1      | Ý            |
| -- | -------- | ------------ |
|    | Chi tiết | - Caruso 44' |

| Tây Ban Nha                                                        | 5–0      | Bồ Đào Nha |
| ------------------------------------------------------------------ | -------- | ---------- |
| - González 2', 43' - López 7' - Putellas 41' - Martín-Prieto 90+3' | Chi tiết |            |

| Tây Ban Nha                                                                 | 6–2      | Bỉ                                 |
| --------------------------------------------------------------------------- | -------- | ---------------------------------- |
| - Putellas 22', 86' - Paredes 39' - González 52' - Caldentey 61' - Pina 81' | Chi tiết | - Vanhaevermaet 24' - Eurlings 51' |

| Bồ Đào Nha  | 1–1      | Ý             |
| ----------- | -------- | ------------- |
| - Gomes 89' | Chi tiết | - Girelli 70' |

| Ý | – | Tây Ban Nha |
| - | - | ----------- |
|   |   |             |

| Bồ Đào Nha | – | Bỉ |
| ---------- | - | -- |
|            |   |    |

### Bảng C
| VT | Đội           | ST | T | H | B | BT | BB | HS | Đ | Giành quyền tham dự     |
| -- | ------------- | -- | - | - | - | -- | -- | -- | - | ----------------------- |
| 1  | Thụy Điển (A) | 2  | 2 | 0 | 0 | 4  | 0  | +4 | 6 | Vòng đấu loại trực tiếp |
| 2  | Đức (A)       | 2  | 2 | 0 | 0 | 4  | 1  | +3 | 6 | Vòng đấu loại trực tiếp |
| 3  | Đan Mạch (E)  | 2  | 0 | 0 | 2 | 1  | 3  | −2 | 0 |                         |
| 4  | Ba Lan (E)    | 2  | 0 | 0 | 2 | 0  | 5  | −5 | 0 |                         |

| Đan Mạch | 0–1      | Thụy Điển       |
| -------- | -------- | --------------- |
|          | Chi tiết | - Angeldahl 55' |

| Đức                        | 2–0      | Ba Lan |
| -------------------------- | -------- | ------ |
| - Brand 52' - Schüller 66' | Chi tiết |        |

| Đức                                 | 2–1      | Đan Mạch         |
| ----------------------------------- | -------- | ---------------- |
| - Nüsken 56' (ph.đ.) - Schüller 66' | Chi tiết | - Vangsgaard 26' |

| Ba Lan | 0–3      | Thụy Điển                                     |
| ------ | -------- | --------------------------------------------- |
|        | Chi tiết | - Blackstenius 28' - Asllani 52' - Hurtig 77' |

| Thụy Điển | – | Đức |
| --------- | - | --- |
|           |   |     |

| Ba Lan | – | Đan Mạch |
| ------ | - | -------- |
|        |   |          |

### Bảng D
| VT | Đội    | ST | T | H | B | BT | BB | HS | Đ | Giành quyền tham dự     |
| -- | ------ | -- | - | - | - | -- | -- | -- | - | ----------------------- |
| 1  | Pháp   | 2  | 2 | 0 | 0 | 6  | 2  | +4 | 6 | Vòng đấu loại trực tiếp |
| 2  | Anh    | 2  | 1 | 0 | 1 | 5  | 2  | +3 | 3 | Vòng đấu loại trực tiếp |
| 3  | Hà Lan | 2  | 1 | 0 | 1 | 3  | 4  | −1 | 3 |                         |
| 4  | Wales  | 2  | 0 | 0 | 2 | 1  | 7  | −6 | 0 |                         |

1. 1 2  Điểm đối đầu: Anh 3, Hà Lan 0.

| Wales | 0–3      | Hà Lan                                    |
| ----- | -------- | ----------------------------------------- |
|       | Chi tiết | - Miedema 45+3' - Pelova 48' - Brugts 57' |

| Pháp                         | 2–1      | Anh         |
| ---------------------------- | -------- | ----------- |
| - Katoto 36' - Baltimore 39' | Chi tiết | - Walsh 87' |

| Anh                                          | 4–0      | Hà Lan |
| -------------------------------------------- | -------- | ------ |
| - James 22', 60' - Stanway 45+2' - Toone 67' | Chi tiết |        |

| Pháp                                                      | 4–1      | Wales          |
| --------------------------------------------------------- | -------- | -------------- |
| - Mateo 8' - Diani 45+1' (ph.đ.) - Majri 53' - Geyoro 63' | Chi tiết | - Fishlock 13' |

| Hà Lan | – | Pháp |
| ------ | - | ---- |
|        |   |      |

| Anh | – | Wales |
| --- | - | ----- |
|     |   |       |

## Vòng đấu loại trực tiếp
Ở vòng loại trực tiếp, hiệp phụ và sút luân lưu được sử dụng để phân định thắng thua nếu cần thiết.

### Sơ đồ
|  | Tứ kết              | Tứ kết |                    |  | Bán kết | Bán kết |  |  | Chung kết | Chung kết |
|  |                     |        |                    |  |         |         |  |  |           |           |
|  | 16 tháng 7 – Genève |        |                    |  |         |         |  |  |           |           |
|  |                     |        |                    |  |         |         |  |  |           |           |
|  |                     |        |                    |  |         |         |  |  |           |           |
|  | 22 tháng 7 – Genève |        |                    |  |         |         |  |  |           |           |
|  |                     |        |                    |  |         |         |  |  |           |           |
|  |                     |        |                    |  |         |         |  |  |           |           |
|  | 17 tháng 7 – Zürich |        |                    |  |         |         |  |  |           |           |
|  |                     |        |                    |  |         |         |  |  |           |           |
|  | Na Uy               |        |                    |  |         |         |  |  |           |           |
|  |                     |        | 27 tháng 7 – Basel |  |         |         |  |  |           |           |
|  |                     |        |                    |  |         |         |  |  |           |           |
|  |                     |        |                    |  |         |         |  |  |           |           |
|  | 18 tháng 7 – Bern   |        |                    |  |         |         |  |  |           |           |
|  |                     |        |                    |  |         |         |  |  |           |           |
|  |                     |        |                    |  |         |         |  |  |           |           |
|  | 23 tháng 7 – Zürich |        |                    |  |         |         |  |  |           |           |
|  |                     |        |                    |  |         |         |  |  |           |           |
|  |                     |        |                    |  |         |         |  |  |           |           |
|  | 19 tháng 7 – Basel  |        |                    |  |         |         |  |  |           |           |
|  |                     |        |                    |  |         |         |  |  |           |           |
|  |                     |        |                    |  |         |         |  |  |           |           |
|  |                     |        |                    |  |         |         |  |  |           |           |
|  |                     |        |                    |  |         |         |  |  |           |           |
|  |                     |        |                    |  |         |         |  |  |           |           |

### Tứ kết
| Vô địch Bảng A | – | Á quân Bảng B |
| -------------- | - | ------------- |
|                |   |               |

| Vô địch Bảng C | – | Á quân Bảng D |
| -------------- | - | ------------- |
|                |   |               |

| Vô địch Bảng B | – | Á quân Bảng A |
| -------------- | - | ------------- |
|                |   |               |

| Vô địch Bảng D | – | Á quân Bảng C |
| -------------- | - | ------------- |
|                |   |               |

### Bán kết
| Vô địch QF3 | – | Vô địch QF1 |
| ----------- | - | ----------- |
|             |   |             |

| Vô địch QF2 | – | Vô địch QF3 |
| ----------- | - | ----------- |
|             |   |             |

### Chung kết
| Vô địch SF1 | – | Vô địch SF2 |
| ----------- | - | ----------- |
|             |   |             |

## Quảng bá

### Tài trợ
| Nhà tài trợ chính | |
| ----------------- | --- |
| Nhà tài trợ chính | - PlayStation - Adidas - Amazon - Booking.com - EA Sports FC - Euronics - Grifols - Heineken - Hublot - Just Eat Takeaway.com - Lay's - Lidl - Visa - Volkswagen |

## Linh vật
Vào ngày 29 tháng 11 năm 2024, linh vật đã được công bố. Tên cô ấy là Maddli và là một St. Bernard con chó con.

## Truyền thông

### Châu Âu
| Quốc gia             | Bản quyền                       | Nguồn  |
| -------------------- | ------------------------------- | ------ |
| Albania              | RTSH                            | [ 21 ] |
| Andorra              | RTVE, TF1                       | [ 22 ] |
| Armenia              | Armenia 1TV                     | [ 23 ] |
| Áo                   | ORF                             | [ 24 ] |
| Bỉ                   | VRT (Tiếng Hà Lan)              | [ 25 ] |
| Bỉ                   | RTBF (Tiếng Pháp)               | [ 25 ] |
| Bosna và Hercegovina | BHRT                            | [ 26 ] |
| Bulgaria             | BNT                             | [ 27 ] |
| Croatia              | HRT                             | [ 28 ] |
| Síp                  | CyBC (Tiếng Hy Lạp)             | [ 29 ] |
| Síp                  | CyBC (Tiếng Thổ Nhĩ Kỳ)         | [ 29 ] |
| Séc                  | Česká televize                  | [ 30 ] |
| Đan Mạch             | Viaplay                         | [ 31 ] |
| Estonia              | ERR                             | [ 32 ] |
| Pháp                 | TF1                             | [ 33 ] |
| Đức                  | ARD - ZDF                       | [ 34 ] |
| Gruzia               | Kênh đầu tiên                   | [ 35 ] |
| Phần Lan             | Yle                             |        |
| Hy Lạp               | ERT                             | [ 36 ] |
| Hungary              | M4 Sport                        | [ 37 ] |
| Iceland              | RUV                             | [ 38 ] |
| Ý                    | RAI                             | [ 39 ] |
| Kosovo               | RTK                             | [ 40 ] |
| Kosovo               | RTK (Tiếng Albania)             | [ 40 ] |
| Latvia               | Latvijas Televīzija             | [ 41 ] |
| Liechtenstein        | SRG SSR                         | [ 42 ] |
| Litva                | LRT                             | [ 43 ] |
| Luxembourg           | RTBF Tipik & Auvio (Tiếng Pháp) | [ 44 ] |
| Luxembourg           | VRT                             | [ 44 ] |
| Malta                | TVMSport                        | [ 45 ] |
| Moldova              | TVR                             | [ 46 ] |
| Monaco               | TF1                             | [ 47 ] |
| Montenegro           | RTCG                            | [ 48 ] |
| Na Uy                | NRK - TV 2                      | [ 49 ] |
| Ireland              | RTÉ                             | [ 50 ] |
| Hà Lan               | NOS                             | [ 51 ] |
| Bồ Đào Nha           | RTP                             | [ 52 ] |
| România              | TVR                             | [ 53 ] |
| Serbia               | RTS                             | [ 54 ] |
| Slovakia             | RTVS                            | [ 55 ] |
| Slovenia             | RTVSLO                          | [ 56 ] |
| Tây Ban Nha          | RTVE                            | [ 57 ] |
| Ba Lan               | TVP                             | [ 58 ] |
| Thụy Sĩ              | SRG SSR                         | [ 59 ] |
| Thụy Điển            | SVT, Viaplay                    | [ 60 ] |
| Thổ Nhĩ Kỳ           | TRT                             | [ 61 ] |
| Anh                  | BBC - ITV                       | [ 62 ] |
| Ukraina              | Megogo                          | [ 63 ] |
| Thành Vatican        | RAI                             | [ 64 ] |
| Wales                | S4C                             | [ 65 ] |

### Bên ngoài UEFA
| Quốc gia                                         | Bản quyền        | Nguồn  |
| ------------------------------------------------ | ---------------- | ------ |
| Úc                                               | Optus Sport      | [ 66 ] |
| Brasil                                           | LiveMode         | [ 67 ] |
| Canada                                           | TSN              | [ 68 ] |
| Lãnh thổ hải ngoại của Pháp và Guiana thuộc Pháp | TF1              | [ 69 ] |
| Hồng Kông                                        | i-Cable          | [ 70 ] |
| Tiểu lục địa Ấn Độ                               | FanCode          | [ 71 ] |
| Mỹ Latinh                                        | ESPN             | [ 72 ] |
| MENA                                             | beIN Sports MENA | [ 73 ] |
| Châu Phi cận Sahara                              | Azam Sports      | [ 74 ] |
| Châu Phi cận Sahara                              | Super Sport      | [ 75 ] |
| Châu Phi cận Sahara                              | New World Sport  | [ 76 ] |
| Hoa Kỳ                                           | Fox Sports       | [ 77 ] |
| Hoa Kỳ                                           | TUDN / Vix       |        |

## Tranh cãi về các đội tham gia

### Israel trong vòng loại
Trận đấu vòng loại giữa Scotland và Israel vào ngày 31 tháng 5 và trận lượt về vào ngày 4 tháng 6 năm 2024 được tổ chức mà không có khán giả để đảm bảo an toàn cho người hâm mộ, cầu thủ, nhân viên đội bóng và quan chức.

## Vé
Khoảng 720.000 vé sẽ được bán cho giải đấu. Giá vé bắt đầu từ 25 Franc Vé sẽ được mở bán vào ngày 1 tháng 10 năm 2024. Một sự kiện ra mắt vé đã diễn ra tại Jungfraujoch. Tính đến ngày 18 tháng 12 năm 2024, hơn 300.000 vé đã được bán ra, trong đó Đức, Anh, xứ Wales, Pháp và Na Uy là những quốc gia có doanh số bán vé cao nhất bên ngoài Thụy Sĩ.